# Dellenhäule
Das Dellenhäule ist ein Naturschutzgebiet auf dem Gebiet der baden-württembergischen Stadt Aalen und der Gemeinde Neresheim im Ostalbkreis.

## Kenndaten
Das Gebiet wurde mit Verordnung des Regierungspräsidiums Nordwürttemberg vom 19. August 1969 als Naturschutzgebiet ausgewiesen und hat eine Größe von 24,1 Hektar. Es wird unter der Schutzgebietsnummer 1023 geführt. Der CDDA-Code für das Naturschutzgebiet lautet 81510 und entspricht der WDPA-ID.

## Lage
Das Schutzgebiet liegt rund 1000 Meter südlich des zum Aalener Stadtteil Waldhausen gehörenden Weilers Beuren. Es liegt im 3363 Hektar großen FFH-Gebiet Nr. 7327-341 Härtsfeld und ist vom 554 Hektar großen Landschaftsschutzgebiet Nr. 1.36.059 Kugeltal, Ebnater Tal, Teile des Heiligentals und angrenzende Gebiete vollständig umschlossen.
Das NSG Dellenhäule liegt im Naturraum 096-Albuch und Härtsfeld innerhalb der naturräumlichen Haupteinheit 09-Schwäbische Alb.

## Schutzzweck

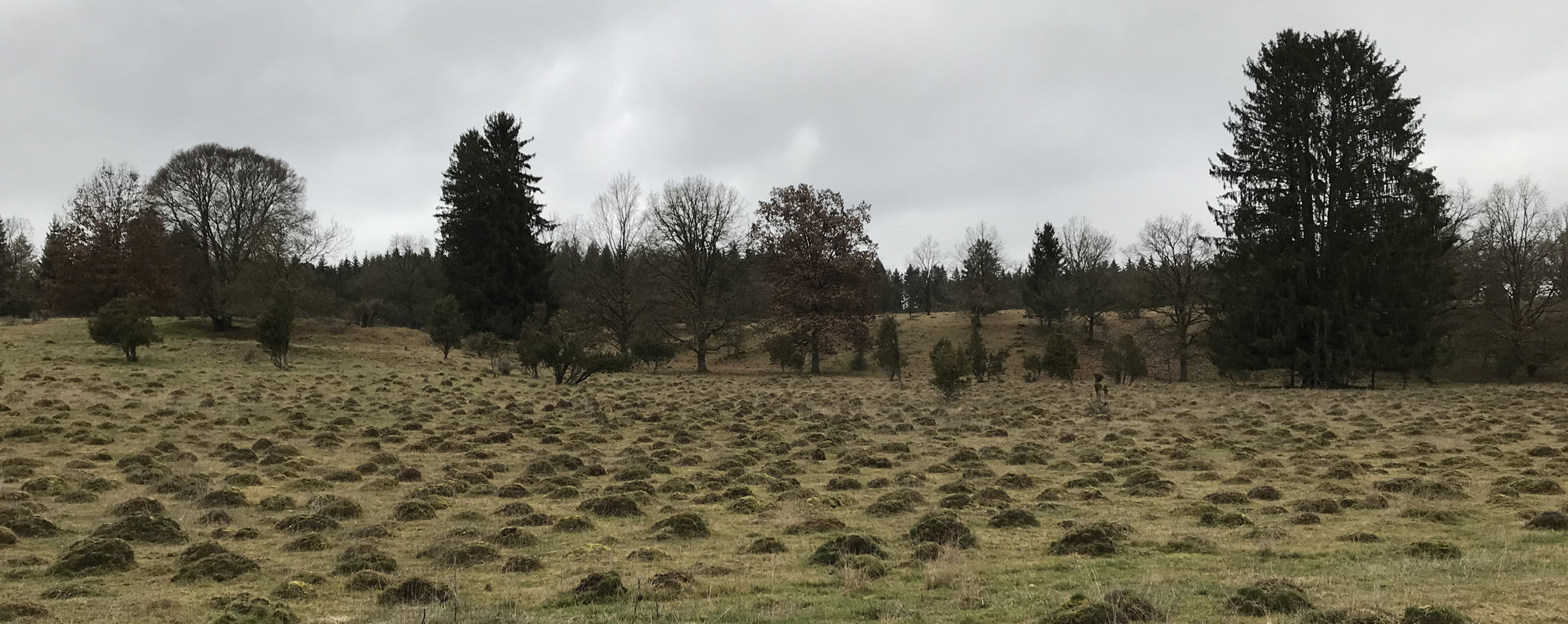
„Ameisenstadt“ mit Nesthügeln der Gelben Wiesenameise (Ausschnitt)

Schutzzweck ist die Erhaltung der Wacholderheide als Schafweide und Hudewald mit einem lichten Bestand aus Wacholder-, Mehlbeer-, Eschen- und Buchengehölz, mit Rosen und Sohlengebüsch und prachtvollen einzelstehenden alten Eichen.

### Ameisenvorkommen
Eine Besonderheit ist die „Ameisenstadt“ – eine Ansammlung tausender mit Gräsern und Kräutern überwachsener Nesthügel der Gelben Wiesenameise. Diese nisten seit etwa 130 Jahren auf einem ehemaligen Acker und sind Beute für Tiere wie den Grünspecht, den Wendehals und Knotenameisen. Laut Angaben des BUND leben auf der knapp 2 Hektar großen Fläche mehrere Hundert Millionen Ameisen. In Spitzenzeiten standen hier bis zu 14.000 Ameisenhaufen. Laut dem Biologen Bernhard Seifert vom Senckenberg Museum für Naturkunde Görlitz beherbergt die Ameisenstadt damit eines der weltweit größten Vorkommen einer Ameisenart.